# ガエタノ・コメリ
ガエタノ・コメリ（伊: Gaetano Comelli、1894年6月19日 - 1977年11月16日）は、イタリアの指揮者、作曲家。日本のクラシック音楽に対し功績があった。

## 人物・来歴
1894年、ミラノに生まれる。ミラノ音楽院を優秀な成績で卒業し、卒業時には自作のピアノ曲『英雄的エピソード』を演奏した。第1次世界大戦時にはイタリア第3軍の軍楽隊長を務める。
1927年3月、カルピ歌劇団の指揮者として来日。前から日本に対する強い関心があったという。4月には、オーストリア＝ハンガリー帝国出身の音楽家ヴィルヘルム・ドゥブラヴチッチが1925年に死去して以来空席だった宮内省式部職楽部の教師に任じられる。以後、たびたび楽部を指揮してラジオ番組出演や宮中行事における演奏を行う。1934年2月13日、日本人の江川しま子と結婚。これを報じた2月14日の朝日新聞にはファシスト党の徽章を付けて妻と共に写るコメリの写真が掲載され、「銀ブラも出来なくなる、コメリではなくコマリです」と洒落を交えた言葉が紹介された。
1940年12月7日、皇紀2600年奉祝曲として作曲され、日本政府に送られたイルデブランド・ピツェッティの交響曲イ調を紀元二千六百年奉祝交響楽団と共に初演する。この演奏は録音され、CDとして販売もされている。
戦後は、藤原歌劇団を指揮したり、男爵武井守成が結成したマンドリンオーケストラのオルケストラ・シンフォニカ・タケヰを指揮して武井の作品を演奏した。武井作品の演奏は録音され、LP（後にCD）としても販売された。1970年に勲四等旭日小綬章に叙された。
1977年11月16日、東京都大田区にて死去。83歳没。

## 作品・編曲
指揮者として紹介されることの多いコメリだが、作曲や雅楽の編曲も手がけている。
- ピアノ曲「英雄的エピソード」（ミラノ音楽院卒業時に演奏）
- 一幕の歌劇「ミデューナ」（イタリア各地で上演された）
- 五常楽 急
- 賀殿 急
- 慶徳
- バルカローレ
- 舟唄（独唱と管弦楽）
- 蓑山（独唱と管弦楽）